# Wohnhaus Berliner Straße 2 (Elsterwerda)
Das Wohnhaus in der Berliner Straße 2 ist ein Baudenkmal, das sich in der Kleinstadt Elsterwerda im südbrandenburgischen Landkreis Elbe-Elster befindet.

## Beschreibung und Geschichte
Die Entstehung des Wohn- und Geschäftshauses wird auf die Zeit um 1900 datiert. Bei dem Haus handelt es sich um einen zweigeschossigen Ziegel- und Klinkerbau mit Satteldach. Im örtlichen Denkmalverzeichnis ist es unter der Erfassungsnummer 09135653 verzeichnet.
Das Gebäude befindet sich heute in Privatbesitz. Im Erdgeschoss ist das Café „Zeitlos“ zu finden.